# Blace
Blace (italsky Porto Blazza) je vesnice a přímořské letovisko v Chorvatsku v Dubrovnicko-neretvanské župě, spadající pod opčinu Slivno. Nachází se přesně na 43. rovnoběžce severní zeměpisné šířky, asi 10 km západně od Opuzenu a asi 14 km jihovýchodně od Ploče. V roce 2011 zde žilo 318 obyvatel, což je nárůst oproti roku 2001, kdy zde žilo 201 obyvatel.
Sousedními vesnicemi jsou Komin, Mihalj, Rogotin, Trn a Vlaka.